# Resolució 1037 del Consell de Seguretat de les Nacions Unides
La Resolució 1037 del Consell de Seguretat de les Nacions Unides fou adoptada per unanimitat el 15 de gener de 1996. Després de recordar les resolucions 1023 (1995) i 1025 (1995), el Consell va establir l'Autoritat Provisional de les Nacions Unides per a Eslavònia Oriental, Baranja i Sírmia Occidental (UNTAES) per un període inicial de 12 mesos.
El Consell va començar reafirmant que Eslavònia Oriental, Baranja i Sírmia Occidental (conegut com a Sector Est) eren part integral de Croàcia i la importància que concedeix respecte dels drets humans i les llibertats fonamentals. Es va donar suport a l'Acord Bàsic signat el 12 de novembre de 1995 entre el Govern de Croàcia i els serbis locals. Era important que tots els països de l'antiga Iugoslàvia es reconeguessin mútuament.
Actuant sota el Capítol VII de la Carta de les Nacions Unides, es va decidir que la UNTAES operaria a les tres regions per un període inicial d'un any amb components militars i civils. Es va demanar al Secretari General Boutros Boutros-Ghali que nomenés un director. La desmilitarització es completaria dins dels 30 dies posteriors al desplegament del component militar de la UNTAES. 14 dies després de la data de desmilitarització, es revisaria la voluntat de les parts d'aplicar l'Acord Bàsic. Si el secretari general informava que les parts no complien les seves obligacions, revisaria el mandat de la UNTAES. També se li va demanar que informés al Consell el 15 de desembre de 1996 sobre la UNTAES i l'aplicació de l'Acord Bàsic.
El Consell de Seguretat va establir que el component militar de la UNTAES constaria d'una força inicial de fins a 5.000 persones amb el següent mandat:
(a) supervisar i assistir a la desmobilització, completada abans del 20 de juny de 1996;
(b) supervisar el retorn dels refugiats i persones desplaçades;
(c) contribuir a la pau a la regió per la seva presència;
(d) ajudar amb la implementació de l'Acord Bàsic.
Es va decidir que també el component civil tindria l'ordre següent:
(a) establir una força policial temporal abans de juliol de 1996, amb al voltant de 600 persones i supervisar el sistema penitenciari;
(b) fer tasques relacionades amb l'administració civil;
(c) fer tasques relacionades amb els serveis públics;
(d) donar suport al retorn dels refugiats;
(e) verificar i organitzar eleccions per l'abril de 1997;
(f) assumir altres tasques, com ara reconstrucció econòmica.
La UNTAES supervisaria el compliment de les parts amb l'acord, el respecte dels drets humans i promoure un clima de confiança. Els Estats membres també estaven autoritzats a proporcionar suport aeri per protegir la UNTAES. Es va sol·licitar que UNTAES cooperés amb la IFOR autoritzada en la Resolució 1031 (1995) i s tots els Estats que cooperessin amb el Tribunal Penal Internacional per a l'antiga Iugoslàvia establert a Resolució 827 (1993).
Finalment, la resolució va concloure demanant al secretari general que consideri en quines maneres Croàcia podria contribuir al cost de la UNTAES.